# Административно-территориальное деление Тывы

## Административно-территориальное устройство
Согласно Закону Республики Тыва «Об административно-территориальном устройстве Республики Тыва», регион включает: 
- 2 города республиканского значения (городских округа)[3] и
- 17 кожуунов (муниципальных районов) и входящие в их состав 
  - 3 города районного значения/кожуунного подчинения (городские поселения)[4]
  - 1 посёлок городского типа кожуунного (районного) подчинения (городское поселение)[5] и
  - 120 сумонов (сельских поселений).

Согласно Конституции Республики Тыва, субъект РФ включает 17 кожуунов (муниципальных районов), 2 городских округа (Кызыл, Ак-Довурак), а также поселения (сельские и городские).

## Муниципальное устройство
В рамках муниципального устройства республики в границах административно-территориальных единиц Тывы по состоянию на 1 января 2016 года образованы 143 муниципальных образования, в том числе:
- 2 городских округа,
- 17 муниципальных районов (кожуунов), которые включают:
  - 4 городских поселения,
  - 120 сельских поселений (сумонов).

## Кожууны (муниципальные районы) и города республиканского подчинения (городские округа)
| №         | Флаг | Герб | Русское название                                      | Тувинское название   | Код ОКАТО | Код ОКТМО | Население, чел., (2021 г.) | Площадь, км² | Плотность населения, чел./км² | Административный центр |
| --------- | ---- | ---- | ----------------------------------------------------- | -------------------- | --------- | --------- | -------------------------- | ------------ | ----------------------------- | ---------------------- |
| 1e-06     |      |      | Кожууны (муниципальные районы)                        |                      |           |           |                            |              |                               |                        |
| 1         |      |      | Бай-Тайгинский кожуун                                 | Бай-Тайга кожуун     | 93 205    | 93 605    | ↗10 807                    | 7922,82      | 1,33                          | село Тээли             |
| 2         |      |      | Барун-Хемчикский кожуун                               | Барыын-Хемчик кожуун | 93 210    | 93 610    | ↘12 178                    | 6259,66      | 2,03                          | село Кызыл-Мажалык     |
| 3         |      |      | Дзун-Хемчикский кожуун                                | Чөөн-Хемчик кожуун   | 93 215    | 93 615    | ↘19 645                    | 6484,56      | 3,03                          | город Чадан            |
| 4         |      |      | Каа-Хемский кожуун                                    | Каа-Хем кожуун       | 93 220    | 93 620    | ↗12 337                    | 25726,04     | 0,47                          | село Сарыг-Сеп         |
| 5         |      |      | Кызылский кожуун                                      | Кызыл кожуун         | 93 222    | 93 622    | ↗35 868                    | 8526,65      | 3,31                          | пгт Каа-Хем            |
| 6         |      |      | Монгун-Тайгинский кожуун                              | Мөңгүн-Тайга кожуун  | 93 225    | 93 625    | ↗6101                      | 4414,20      | 1,28                          | село Мугур-Аксы        |
| 7         |      |      | Овюрский кожуун                                       | Өвүр кожуун          | 93 230    | 93 630    | ↗7380                      | 4522,50      | 1,52                          | село Хандагайты        |
| 8         |      |      | Пий-Хемский кожуун                                    | Бии-Хем кожуун       | 93 235    | 93 635    | ↗10 621                    | 8194,12      | 1,22                          | город Туран            |
| 9         |      |      | Сут-Хольский кожуун                                   | Сүт-Хөл кожуун       | 93 238    | 93 638    | ↗8310                      | 6691,25      | 1,19                          | село Суг-Аксы          |
| 10        |      |      | Тандинский кожуун                                     | Таңды кожуун         | 93 240    | 93 640    | ↗15 284                    | 5091,70      | 2,54                          | село Бай-Хаак          |
| 11        |      |      | Тере-Хольский кожуун                                  | Тере-Хөл кожуун      | 93 243    | 93 643    | ↘1944                      | 10050,02     | 0,19                          | село Кунгуртуг         |
| 12        |      |      | Тес-Хемский кожуун                                    | Тес-Хем кожуун       | 93 245    | 93 645    | ↗8966                      | 6687,23      | 1,22                          | село Самагалтай        |
| 13        |      |      | Тоджинский кожуун                                     | Тожу кожуун          | 93 250    | 93 650    | ↗6667                      | 44757,49     | 0,14                          | село Тоора-Хем         |
| 14        |      |      | Улуг-Хемский кожуун                                   | Улуг-Хем кожуун      | 93 254    | 93 654    | ↗20 309                    | 5335,40      | 3,58                          | город Шагонар          |
| 15        |      |      | Чаа-Хольский кожуун                                   | Чаа-Хөл кожуун       | 93 256    | 93 656    | ↘6173                      | 2903,10      | 2,07                          | село Чаа-Холь          |
| 16        |      |      | Чеди-Хольский кожуун                                  | Чеди-Хөл кожуун      | 93 257    | 93 657    | ↘7788                      | 3706,32      | 2,05                          | село Хову-Аксы         |
| 17        |      |      | Эрзинский кожуун                                      | Эрзин кожуун         | 93 258    | 93 658    | ↗8576                      | 11081,45     | 0,74                          | село Эрзин             |
| 17.000002 |      |      | Города республиканского подчинения (городские округа) |                      |           |           |                            |              |                               |                        |
| 18        |      |      | город Кызыл                                           | Кызыл                | 93 401    | 93 701    | ↗131 981                   | 200,37       | 558,9                         | город Кызыл            |
| 19        |      |      | город Ак-Довурак                                      | Ак-Довурак           | 93 403    | 93 703    | ↘12 456                    | 48,69        | 278,4                         | город Ак-Довурак       |

## История

### Тува в составе империи Цин
В середине XVIII века территория современной Тувы, принадлежавшая тогда Китаю, подразделялась на 4 административные единицы — хошуны (кожууны): Тесингольский (или Оюннарский), Тоджинурский (Тоджихошун), Хемгольский (Салджакский) и Хубсугольский (Хасутский). В 1808 году был образован Хечикский хошун. В 1878 году Хубсугольский хошун отошёл к Северной Монголии. К началу XX века число хошунов достигло 7: Бейсэ-хошун, Даа-хошун, Маады, Оюннарский, Салчакский, Тоджинский и Чооду. Административно все тувинские земли подчинялись генерал-губернатору Северной Монголии. Хошуны делились на сумоны, а те — на арбаны («десятидворки»).

### НезависимаяТува
- 1921 год. Всетувинский учредительный хурал разделил Туву на 7 хошунов: Бейсэ-хошун, Даа-хошун, Маады, Оюннарский, Салчакский, Тоджинский, Шалык-Сартыльский. Хасутский хошун отошёл к Монголии[11].
- 1923 год. Тува была разделена на 6 хошунов: Салчакский, Тес-Хемский, Тоджинский, Улуг-Хемский, Уюкский и Хемчикский (состоял из Бейсэ-хошуна и Даа-хошуна).
- 1929 год. Даа-Хошун был переименован в Барун-Хемчикский, Бейсэ-хошун — в Дзун-Хемчикский, Салчакский — в Каа-Хемский.
- 1932 год. Каа-Хемский хошун был разделён на Бий-Хемский и Танну-Ольский хошуны, а позднее — Тере-Хольский.
- 1941 год. Были образованы 6 новых хошунов: Бай-Тайгинский, Монгун-Тайгинский, Овюрский, Сут-Хольский, Чаа-Хольский и Эрзинский.

### Тува в составеСССРи России
После вхождения Тувы в состав СССР новое административно-территориальное деление Тувы было утверждено 7 августа 1945 года. Кызыл получил статус города областного подчинения, Туран, Чадан и Шагонар — районного. Образовывались рабочие посёлки Бай-Сют, Нарын, Харал и Эми (ликвидированы в 1956 году в связи с прекращением золотодобычи), а также районы: Бай-Тайгинский (центр в селе Тээли), Барун-Хемчикский (село Кызыл-Мажалык), Дзун-Хёмчикский (город Чадан), Каа-Хемский (село Сарыг-Сеп), Кызылский (город Кызыл), Монгун-Тайгинский (село Мугур-Аксы), Овюрский (село Хандагайты), Пий-Хемский (город Туран), Сут-Хольский (село Суг-Аксы), Тандинский (село Бай-Хаак), Тере-Хольский (село Чиргаланды), Тес-Хемский (село Самагалтай), Тоджинский (село Тоора-Хем), Улуг-Хемский (город Шагонар), Чаа-Хольский (село Чаа-Холь), Эрзинский (село Сарыг-Булун).
- 1953 год. Ликвидированы Монгун-Тайгинский и Тере-Хольский районы.
- 1957 год. Ликвидирован Кызылский район.
- 1961 год. Ликвидированы Сут-Хольский и Чаа-Хольский районы.
- 1963 год. Ликвидированы Бай-Тайгинский и Эрзинский районы.
- 1964 год. Образован город Ак-Довурак.
- 1965 год. Восстановлены Бай-Тайгинский и Эрзинский районы.
- 1968 год. Восстановлен Монгун-Тайгинский район.
- 1975 год. Восстановлен Кызылский район.
- 1983 год. Восстановлен Сут-Хольский район.
- 1992 год. Восстановлен Чаа-Хольский район.
- 1993 год. Образован Чеди-Хольский район.
- 1994 год. Районы переименованы в кожууны (хотя в западной историографии продожают так районы называть)[12].
- 2002 год[13]. Восстановлен Тере-Хольский кожуун.